# Теория Большого взрыва (сезон 4)
Четвёртый сезон американского ситкома «Теория Большого взрыва», премьера которого состоялась на канале CBS 22 сентября 2010 года, а заключительная серия вышла 18 мая 2011 года, состоит из 24 эпизодов. 

## В ролях
| - Джонни Галэки — Леонард Хофстедтер - Джим Парсонс — Шелдон Купер - Кейли Куоко — Пенни - Саймон Хелберг — Говард Воловиц - Кунал Найяр — Раджеш Кутраппали - Маим Бялик — Эми Фара Фаулер - Мелисса Ройч — Бернадетт Ростенковски - Верни Уотсон — Алтеа - Кэрол Энн Сьюзи — Миссис Воловитц - Лори Меткалф — Мэри Купер - Кевин Зусман — Стюарт Блум - Арти Манн — Прия Кутраппали - Уил Уитон в роли самого себя - Брайан Томас Смит — Зак Джонсон - Джошуа Малина — Президент Сиберт - Брайан Джордж — В. М. Кутраппали - Элис Эмтер — Миссис Кутраппали - Джон Росс Боуи — Барри Крипке | - Стивен Возняк в роли самого себя - Кэти Сакхофф в роли самой себя - Джордж Такеи в роли самого себя - Нил Деграсс Тайсон в роли самого себя - Левар Бертон в роли самого себя - Брайан Рэндолф Грин в роли самого себя - Шарлотта Ньюхаус — Джой - Энни О’Доннелл — миссис Фоулер - Элайза Душку — агент ФБР Анжела Пэйдж - Кит Кэррадайн — Уайат - Рик Фокс — Гленн - Джессика Уолтер — миссис Лэтэм - Кристофер Дуглас Рид — Тодд - Лэнни Джун — офицер Шин - Арнольд Чун — Хо-Юн - Эрик Андре — Джои - Тиффани Дюпон — Анжела - Уитни Авалон — Элси - Фил Абрамс — доктор Бернштейн |

## Эпизоды
| № общий | № в сезоне | Название                                                              | Режиссёр        | Автор сценария                                                                                            | Дата премьеры    | Произв. код | Зрители в США (млн) |
| --- | ---------- | --------------------------------------------------------------------- | --------------- | --- | ---------------- | ----------- | ------------------- |
| 64 | 1          | «Манипулятор Воловица» «The Robotic Manipulation»                     | Марк Сендроуски | Сюжет : Чак Лорри, Ли Аронсон и Дэйв Гоетч Телесценарий : Стивен Моларо, Эрик Каплан и Стив Холланд       | 23 сентября 2010 | 3X6651      | 14.04               |
| Пенни знакомится с Эми, новой подругой Шелдона, и помогает Шелдону устроить их первое свидание. Тем временем Говард "одалживает" в лаборатории роботизированную руку и неплохо проводит с ней время... |            |                                                                       |                 | |                  |             |                     |
| 65 | 2          | «Эффект крестоцветных» «The Cruciferous Vegetable Amplification»      | Марк Сендроуски | Сюжет : Билл Прэди, Ли Аронсон и Стив Холланд Телесценарий : Чак Лорри, Стивен Моларо и Джим Рейнольдс    | 30 сентября 2010 | 3X6652      | 13.05               |
| Шелдон мечтает дожить до того дня, когда возможно будет перенести свое сознание в робота, поэтому пробует разные методы увеличения продолжительности жизни. Что же у него получится? |            |                                                                       |                 | |                  |             |                     |
| 66 | 3          | «Пуфыстая замена» «The Zazzy Substitution»                            | Марк Сендроуски | Сюжет : Чак Лорри, Билл Прэди и Джим Рейнольдс Телесценарий : Ли Аронсон, Стивен Моларо и Мария Феррари   | 7 октября 2010   | 3X6653      | 12.59               |
| Пара Шелдон-Эми необыкновенно раздражает всю компанию, но после расставания с Эми Шелдон начинает чудить еще сильнее, чем обычно. Кажется, пришло время для очередного визита мудрой миссис Купер. |            |                                                                       |                 | |                  |             |                     |
| 67 | 4          | «Тролль-искуситель» «The Hot Troll Deviation»                         | Марк Сендроуски | Сюжет : Чак Лорри, Стивен Моларо и Adam Faberman Телесценарий : Билл Прэди, Ли Аронсон и Мария Феррари    | 14 октября 2010  | 3X6654      | 12.57               |
| Раскроется деликатная тайна Говарда о расставании с Бернадетт. А тем временем между Шелдоном и Раджем возникнет спор по поводу мебели, грозящий перерасти в войну... |            |                                                                       |                 | |                  |             |                     |
| 68 | 5          | «Эманация отчаяния» «The Desperation Emanation»                       | Марк Сендроуски | Сюжет : Билл Прэди, Ли Аронсон и Дэйв Гоетч Телесценарий : Чак Лорри, Стивен Моларо и Стив Холланд        | 21 октября 2010  | 3X6655      | 13.05               |
| Леонард подавлен, так как понимает, у всех друзей есть девушки, кроме него. А Эми хочет познакомить Шелдона со своей матерью. |            |                                                                       |                 | |                  |             |                     |
| 69 | 6          | «Инсинуация с ирландским пабом» «The Irish Pub Formulation»           | Марк Сендроуски | Сюжет : Чак Лорри, Ли Аронсон и Стивен Моларо Телесценарий : Билл Прэди, Эрик Каплан и Мария Феррари      | 28 октября 2010  | 3X6656      | 13.04               |
| Мы знакомимся с сестрой Раджа Прией, преуспевающим юристом и очаровательной индианкой. Леонард стремится возобновить их отношения в тайне от Говарда, Раджа и Шелдона... |            |                                                                       |                 | |                  |             |                     |
| 70 | 7          | «Апологичная недостаточность» «The Apology Insufficiency»             | Марк Сендроуски | Сюжет : Чак Лорри, Ли Аронсон и Мария Феррари Телесценарий : Билл Прэди, Стивен Моларо и Стив Холланд     | 4 ноября 2010    | 3X6657      | 14.00               |
| Говард выбран для участия в новом проекте Министерства обороны. Но для участия Говарда в проекте его друзья должны будут ответить на некоторые вопросы агента ФБР Эйнджел. Помогут ли ребята ему получить вожделенную работу, учитывая, что Радж не может разговаривать с женщинами на трезвую голову, а Шелдон не умеет врать? |            |                                                                       |                 | |                  |             |                     |
| 71 | 8          | «21-секундный восторг» «The 21-Second Excitation»                     | Марк Сендроуски | Сюжет : Чак Лорри, Билл Прэди и Джим Рейнольдс Телесценарий : Ли Аронсон, Стивен Моларо и Стив Холланд    | 11 ноября 2010   | 3X6658      | 13.11               |
| В то время как парни ночуют в очереди на улице, с целью попасть на премьеру долгожданного фильма, Пенни и Бернадетт приглашают Эми на её первую вечеринку с ночевкой. Компанию ждет веселая, полная приключений ночь... |            |                                                                       |                 | |                  |             |                     |
| 72 | 9          | «Мужские осложнения» «The Boyfriend Complexity»                       | Марк Сендроуски | Сюжет : Чак Лорри, Ли Аронсон и Джим Рейнольдс Телесценарий : Билл Прэди, Стивен Моларо и Дэйв Гоетч      | 18 ноября 2010   | 3X6659      | 13.02               |
| Когда к Пенни приезжает отец, она просит Леонарда немножко солгать своему родителю, ведь Уайетт не знает о расставании с ним своей дочери. А тем временем Говард, Радж и Бернадетт проводят ночь, глазея в телескоп. |            |                                                                       |                 | |                  |             |                     |
| 73 | 10         | «Гипотезы о паразитах Чужого» «The Alien Parasite Hypothesis»         | Марк Сендроуски | Сюжет : Чак Лорри, Стивен Моларо и Стив Холланд Телесценарий : Ли Аронсон, Джим Рейнольдс и Мария Феррари | 9 декабря 2010   | 3X6660      | 12.03               |
| В кафе Пенни, Бернадетт и Эми случайно сталкиваются с бывшим парнем Пенни, Заком. Эми неосознанно испытывает признаки сексуального влечения к Заку и с помощью Шелдона пытается разобраться, какую инфекцию она подхватила. А между тем, Радж и Говард спорят, пытаясь выяснить, кто из них супергерой, а кто - его помощник.   |            |                                                                       |                 | |                  |             |                     |
| 74 | 11         | «Рекомбинация Лиги Справедливости» «The Justice League Recombination» | Марк Сендроуски | Сюжет : Чак Лорри, Ли Аронсон и Мария Феррари Телесценарий : Билл Прэди, Стивен Моларо и Стив Холланд     | 16 декабря 2010  | 3X6661      | 13.24               |
| Парни приглашают Зака, "бывшего" бойфренда Пенни, принять участие в конкурсе костюмов Лиги Справедливости, не преминув пошутить над недалеким качком. Получится ли у ребят в этом году занять призовое место? |            |                                                                       |                 | |                  |             |                     |
| 75 | 12         | «Применение автобусных брюк» «The Bus Pants Utilization»              | Марк Сендроуски | Сюжет : Чак Лорри, Ли Аронсон и Мария Феррари Телесценарий : Билл Прэди, Стивен Моларо и Эрик Каплан      | 6 января 2011    | 3X6662      | 13.98               |
| Дружеские взаимоотношения Леонарда и Шелдона становятся напряжёнными, когда они оба борются за идею приложения для смартфонов. |            |                                                                       |                 | |                  |             |                     |
| 76 | 13         | «Крах Машины Любви» «The Love Car Displacement»                       | Энтони Рич      | Сюжет : Чак Лорри, Билл Прэди и Дэйв Гоетч Телесценарий : Ли Аронсон, Стивен Моларо и Стив Холланд        | 20 января 2011   | 3X6663      | 13.63               |
| Вся компания выезжает на научную конференцию и останавливается в одном отеле. Эми пытается подружиться с Пенни, Бернадетт встречает своего бывшего, которому во всем уступает Говард, а Леонард питает тайные надежды на воссоединение с Пенни...                                                                               |            |                                                                       |                 | |                  |             |                     |
| 77 | 14         | «Драматический катализатор» «The Thespian Catalyst»                   | Марк Сендроуски | Сюжет : Чак Лорри, Ли Аронсон и Джим Рейнольдс Телесценарий : Билл Прэди, Стивен Моларо и Мария Феррари   | 3 февраля 2011   | 3X6664      | 13.83               |
| Шелдон надеется, что уроки актёрского мастерства, взятые у Пенни, помогут ему стать лучшим преподавателем. А между тем Радж фантазирует о девушке своего лучшего друга. |            |                                                                       |                 | |                  |             |                     |
| 78 | 15         | «Цена меценатства» «The Benefactor Factor»                            | Марк Сендроуски | Сюжет : Билл Прэди, Ли Аронсон и Дэйв Гоетч Телесценарий : Чак Лорри, Эрик Каплан и Стив Холланд          | 10 февраля 2011  | 3X6665      | 12.79               |
| Богатый спонсор университета заставляет Леонарда задуматься, насколько далеко он готов зайти ради науки. |            |                                                                       |                 | |                  |             |                     |
| 79 | 16         | «Формулировка сожительства» «The Cohabitation Formulation»            | Марк Сендроуски | Сюжет : Чак Лорри, Ли Аронсон и Дэйв Гоетч Телесценарий : Билл Прэди, Стивен Моларо и Джим Рейнольдс      | 17 февраля 2011  | 3X6666      | 12.41               |
| В то время как Воловиц намеревается перейти на следующий уровень с Бернадетт, Леонард возобновляет свои отношения с сестрой Раджа. Как отреагирует индус? |            |                                                                       |                 | |                  |             |                     |
| 80 | 17         | «Происхождение тоста» «The Toast Derivation»                          | Марк Сендроуски | Сюжет : Билл Прэди, Дэйв Гоетч и Мария Феррари Телесценарий : Чак Лорри, Стивен Моларо и Джим Рейнольдс   | 24 февраля 2011  | 3X6667      | 12.35               |
| Шелдону нелегко справиться с собой, когда он осознаёт, что на самом деле это Леонард является центром их социальной группы. |            |                                                                       |                 | |                  |             |                     |
| 81 | 18         | «Аппроксимация ловкости» «The Prestidigitation Approximation»         | Марк Сендроуски | Сюжет : Билл Прэди, Стив Холланд и Эдди Городецки Телесценарий : Чак Лорри, Стивен Моларо и Эрик Каплан   | 10 марта 2011    | 3X6668      | 12.06               |
| Леонард должен сделать выбор между новой девушкой Прией и дружбой с Пенни. Тем временем, Говард доводит Шелдона до умопомрачения своим магическим трюком. |            |                                                                       |                 | |                  |             |                     |
| 82 | 19         | «Вторжение Зарнецки» «The Zarnecki Incursion»                         | Питер Чакос     | Сюжет : Чак Лорри, Стивен Моларо и Мария Феррари Телесценарий : Билл Прэди, Дэйв Гоетч и Джим Рейнольдс   | 31 марта 2011    | 3X6669      | 11.92               |
| Когда кто-то взламывает аккаунт Шелдона в онлайн-игре, парни проходят квест, чтобы найти преступника. Получится ли у них вернуть ценное виртуальное имущество Шелдона? |            |                                                                       |                 | |                  |             |                     |
| 83 | 20         | «Прорастание травяного сада» «The Herb Garden Germination»            | Марк Сендроуски | Сюжет : Чак Лорри, Эрик Каплан и Эдди Городецки Телесценарий : Билл Прэди, Стивен Моларо и Стив Холланд   | 7 апреля 2011    | 3X6670      | 11.40               |
| Эми и Шелдон проводят социальный эксперимент на друзьях, выясняя, каким образом распространяются сплетни. А между тем Говард делает огромный шаг в отношениях с Бернадетт. |            |                                                                       |                 | |                  |             |                     |
| 84 | 21         | «Препарирование соглашения» «The Agreement Dissection»                | Марк Сендроуски | Сюжет : Билл Прэди, Дэйв Гоетч и Эдди Городецки Телесценарий : Чак Лорри, Стивен Моларо и Эрик Каплан     | 28 апреля 2011   | 3X6671      | 10.71               |
| Когда Прийя использует свои адвокатские навыки, чтобы обойти соглашение о соседском проживании Леонарда и Шелдона, остальные девушки берут с собой на танцы Шелдона. После вечера танцев Эми делает отчаянный шаг… |            |                                                                       |                 | |                  |             |                     |
| 85 | 22         | «Внедрение гну» «The Wildebeest Implementation»                       | Марк Сендроуски | Сюжет : Чак Лорри, Стивен Моларо и Эрик Каплан Телесценарий : Билл Прэди, Эдди Городецки и Мария Феррари  | 5 мая 2011       | 3X6672      | 10.50               |
| В то время как Радж пытается решить свою социальную проблему общения с женщинами, Пенни шпионит за Леонардом и Прией с помощью Бернадетт. |            |                                                                       |                 | |                  |             |                     |
| 86 | 23         | «Реакция на помолвку» «The Engagement Reaction»                       | Ховард Мюррей   | Сюжет : Билл Прэди, Эрик Каплан и Джим Рейнольдс Телесценарий : Чак Лорри, Стивен Моларо и Стив Холланд   | 12 мая 2011      | 3X6673      | 10.78               |
| Когда Говард, наконец, сообщает своей маме новость, что он помолвлен с Бернадетт, женщина попадает в больницу. Одобрит ли миссис Воловиц выбор сына? |            |                                                                       |                 | |                  |             |                     |
| 87 | 24         | «Соседская метаморфоза» «The Roommate Transmogrification»             | Марк Сендроуски | Сюжет : Чак Лорри, Стивен Моларо и Эдди Городецки Телесценарий : Билл Прэди, Эрик Каплан и Джим Рейнольдс | 19 мая 2011      | 3X6674      | 11.30               |
| Бернадетт получает степень доктора микробиологии, а парни напоминают Говарду, что он — единственный в их компании, который не имеет степень доктора. Тем временем Радж временно переезжает к Шелдону, а Прийя сообщает Леонарду удивительную новость...                                                                         |            |                                                                       |                 | |                  |             |                     |